# 思いやり予算

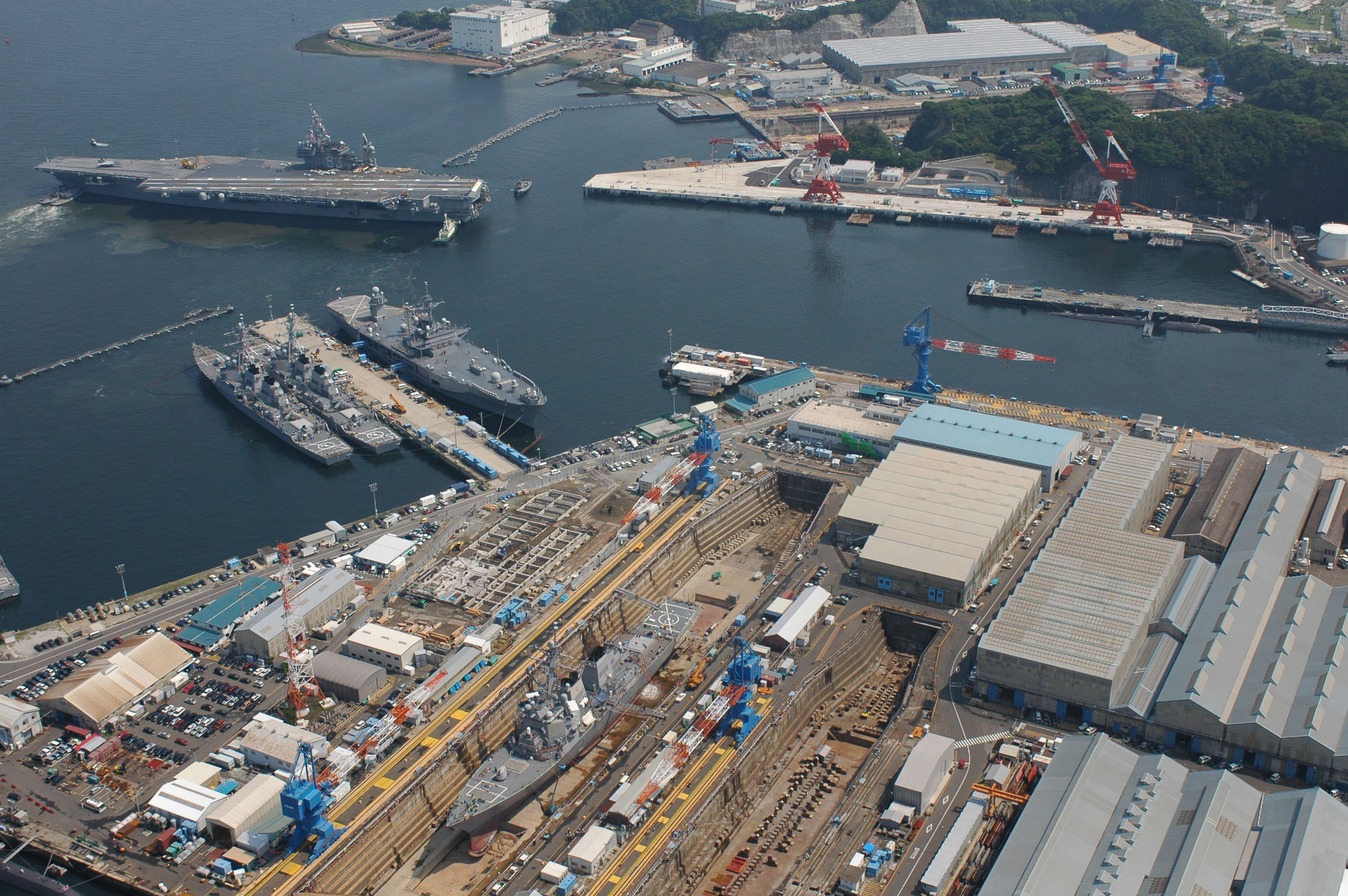
横須賀基地の遠景

思いやり予算（おもいやりよさん）とは、防衛省予算に計上されている「在日米軍駐留経費負担」などの、通常の在日米軍経費のうち、当初の地位協定の枠組みにはなかった日本側負担予算の総称。SACO関連経費などは通常含まれない。あくまで慣用名である。「在日米軍駐留経費負担」の予算に公的な通称は存在しなかったが、日本政府は「思いやり予算」の俗称が不適切ということから2021年12月21日に「同盟強靱化予算」を公的な通称と定めた。
これらの在日米軍駐留経費の日本側負担は、日米地位協定及び、在日米軍駐留経費負担に係る特別協定を根拠に支出されている。

## 概要
いわゆる在日米軍に関して日本側が負担する経費は地位協定の第24条に規定されており、問題が提起された当初としては、これの解釈の問題となった。
1978年（昭和53年）6月、時の防衛庁長官・金丸信が、在日米軍基地で働く日本人従業員の給与の一部（62億円）を日本側が負担すると決めたことから始まる。それまでの日米地位協定の枠を超える負担に対して、円高や多額の対米貿易黒字などによって日本が急激に経済成長する一方で、財政的な困難に直面し、日本が経済規模に対して軍事面の負担をしないことに不満を持ったアメリカ合衆国連邦政府の負担への特別措置を要請された金丸が、「思いやりの立場で対処すべき」などと導入したことから、日本共産党が思いやり予算と呼び、一般にも伝播するようになった。
当初は特別協定の枠組みではなかった。のちに1987年から特別協定の枠組みが開始された。正式名称は、「日本国とアメリカ合衆国との間の相互協力及び安全保障条約第六条に基づく施設及び区域並びに日本国における合衆国軍隊の地位に関する協定第二十四条についての新たな特別の措置に関する日本国とアメリカ合衆国との間の協定」。
思いやり予算の内訳は、在日米軍基地職員の労務費、基地内の光熱費・水道費、訓練移転費、施設建設費などである。
2011年1月21日、外務大臣前原誠司は「米軍が（日本に）駐留し、ある程度必要な経費を日本が負担することは、日本の安全保障、外交における戦略的な特別協定であるという観点から、もはや「思いやり予算」という言葉は適当ではないというのが、私（大臣）の思い」と述べ、今後は「ホスト・ネーション・サポート」を使用する考えを示し、マスコミ各社にも協力を呼び掛けた。
そして、「思いやり予算」以外にも、日本が拠出している在日米軍関連経費は存在する。防衛省公式サイトの「在日米軍関係経費（平成26年度予算）」によれば、平成26年度の在日米軍関連経費の内訳のうち、いわゆる「思いやり予算」は1,848億円であるが、それとは別に、
- 基地周辺対策費・施設の借料など 1,808億円
- 沖縄に関する特別行動委員会（SACO）[注釈 3] 関係費 120億円
- 米軍再編関係費 890億円
- 提供普通財産上試算（土地の賃料） 1,660億円（防衛省の予算外、25年度資産）
- 基地交付金 384億円（防衛省の予算外、25年度予算）

が存在する。2010年11月、日米同盟に反対している日本共産党の機関紙「しんぶん赤旗」は「在沖縄米軍電話帳」でキャンプ・フォスターの司令部内に“専門”　“担当士官”　“管理士官”がいる「思いやり予算」担当部署（HNSO）が設置されているのが分かると書いている。
1990年代から、娯楽・保養施設、果ては日本人従業員に貸与される制服や備品までも思いやり予算で処理されている事が指摘され、近年にはさらなる「不適切な支出」が明らかとなり、見直すべきとの声が多く上がってきた。2008年度の予算について、野党であった民主党は「レジャー向けの職員の人件費まで日本が負担するのはおかしい」などとして反対した。予算総額は1999年（平成11年）の2,756億円が頂点となったあと総額の減少が続いており、2010年（平成22年）には1,881億円となっていた。しかし同年、民主党の菅直人政権は、以後5年に渡って前年度水準を維持することでアメリカ政府と合意した。上記の合意を受け、2011年（平成23年）1月21日午前に、前原誠司外務大臣とジョン・ルース駐日アメリカ大使は外務省で会い、2011年度以降の「在日米軍駐留経費の日本側負担に関する特別協定」に署名した。
2011年（平成23年）3月31日には、民主、自民などの賛成多数で、「在日米軍駐留経費の日本側負担に関する特別協定」が国会で可決・批准された。これによって、有効期限は従来の3年から5年に延長され、今後5年間、日本は米軍に現行水準（2010年度予算で1881億円）を支払い続けることが決定した。
2016年に大統領に就任したドナルド・トランプは、各国に駐留するアメリカ軍の経費について不満に感じており、日本にも駐留経費負担増を求めた。安倍晋三首相は、日米首脳会談などで思いやり予算についての説明と協議を行い、2017年2月の時点で「問題は終わった」との認識を示した。2019年、日本と韓国を相次いで訪問したジョン・ボルトン国家安全保障問題担当大統領補佐官が、韓国側で在韓米軍駐留経費の負担増を求めたことが報道されると、朝日新聞や時事通信も、アメリカが日本でも駐留経費5倍増を求めていたとして報道。ただし、この報道は同年7月31日に官房長官菅義偉が否定している。翌月、トランプが在韓米軍駐留経費に言及した際にも在日米軍の話は触れられなかった。
2019年度には約1974億円で在日米軍関係経費は約5800億円を超える。
2020年6月、ボルトンが補佐官時代を綴った回顧録「The Room Where It Happened: A White House Memoir」（“それが起きた部屋　―ホワイトハウス回顧録―”。邦題「ジョン・ボルトン回顧録 ―トランプ大統領との453日―」）で、トランプ政権が年80億ドル（8500億円）を要求し、容れられない場合の在日米軍削減を口にしていたこと（上述）を暴露した。
2021年12月、日米両政府の交渉の結果、2022年から2026年の日本側負担額は年平均約100億円増の2110億円、5年間の総額1兆551億円で合意した。米軍の運用と関係が薄い費用は減らされる一方、軍拡を続ける中華人民共和国を念頭に、抑止力や対処力の強化に向けた訓練資機材調達費を新設するなど負担内容を見直した。また日本政府は「『思いやり予算』という俗称が使用されることがあったが、合意の内容を適切に反映していない」として「同盟強靭化予算」を公的な通称と定めることを発表した。駐留経費負担は施設整備などに充てられているため、日本の外務・防衛当局は在日米軍との連携強化に不可欠なものと位置付けており、「『思いやり予算』だと、出さなくてよいものを出しているように聞こえる」ため問題があるとしている。外務省は「思いやり予算」という言葉を駆逐するため、今後、国会答弁等では「同盟強靱化予算」を積極的に活用していく方針である。

## 歴史

### 前史
1972年の沖縄返還に伴う非公表の合意である「柏木・ジューリック了解覚書」の中で、返還に伴う施設移転費用などで日本負担とされた6500万ドルに関して、日米地位協定の第24条について「リベラルな解釈をアシュア（保証）」するという約束をし、日本にある米軍基地一般に拡大解釈した。これが第24条解釈拡大のきっかけとなり、また同覚書で在沖米軍基地の労働者の社会保障費増額分の日本負担が決められた。

### 年表
- 1978年 - 在日米軍基地日本人労働者の福利厚生費の一部を負担開始。
- 1979年 - 同労働者の給与の一部を負担開始。提供施設の整備が始まる。
- 1987年 - 在日米軍駐留経費負担特別協定を締結。在日米軍基地日本人労働者の手当の負担開始。
- 1991年 - 在日米軍基地日本人労働者の基本給の負担開始。（上限人数制限有）在日米軍施設の光熱費の負担開始。
- 1996年 - 在日米軍訓練移転費用の負担開始。
- 2001年 - 日本側が基本給を負担する在日米軍基地日本人労働者の上限人数の引き下げで合意。
- 2006年 - アメリカのブッシュ政権と日本の第1次安倍内閣の間で期間を2年間に短縮した在日米軍駐留経費負担特別協定の新協定（以下「新特別協定」）を締結[25]。
- 2008年 - アメリカのブッシュ政権と日本の福田内閣の間で締結された「新特別協定」の3年間延長案が、いわゆる「ねじれ国会」のため、参議院外交防衛委員会で初めて否決。（最終的には、条約に関する衆議院の優越規定（日本国憲法第61条）により可決。）
- 2011年 - 5年間を効力とする内容でアメリカのオバマ政権と日本の菅内閣の間で「在日米軍駐留経費の日本側負担に関する特別協定」が締結。
- 2016年 - 5年間を効力とする内容でアメリカのオバマ政権と日本の第3次安倍内閣の間で「在日米軍駐留経費負担に係る特別協定」が締結。
- 2021年 - 上記特別協定の5年の期限が切れるもアメリカの政権交代の影響で上記協定1年延長。同年末アメリカのバイデン政権と日本の岸田内閣が2022年から2026年の5年間の負担額について合意。「思いやり予算」という俗称に対して「同盟強靭化予算」が公的な通称と定められる[26]。
- 2022年 - 5年間を効力とする内容でアメリカのバイデン政権と日本の岸田内閣の間で「在日米軍駐留経費負担（「同盟強靱化予算」）に係る特別協定」が締結[27][28]。

## 議論
- 田原総一朗は冷戦時代にソ連の衛星国と複数の国境を接していた北大西洋条約機構で他の西欧諸国と連携して徴兵制のドイツ連邦軍を持つ西ドイツに言及して、在日米軍が撤退して国防を単独でする場合には、徴兵制度の導入と日本の歳出を占める防衛費が約3倍以上にする必要になると述べている[29]。
- 日本共産党は思いやり予算の廃止を主張している[30]。社会民主党は、2009年第45回衆議院議員総選挙のマニフェストで思いやり予算の廃止を主張[31]、その後2011年の予算編成において思いやり予算の削減を主張していた。
- 池田信夫はアメリカ軍に日本の安全保障を委託するのが嫌だというなら、日本社会党・冷戦時の左派のような非現実な非武装中立ではなく日本が委託している理由である自国の軍隊の存在を認めない、現行の日本国憲法を改正して軍備も増強し、アメリカの核の傘に頼らずに日本独自の核武装することには賛成するのかと指摘している[32]。

## 集団防衛機構における経費負担

青 : 冷戦時代のNATO加盟国
赤 : ワルシャワ条約機構加盟国

連合国軍（アメリカ軍やソビエト連邦軍）が第二次世界大戦後も駐留していた旧西ドイツ・東ドイツ、イタリア、東欧諸国においても、米欧加の集団安全保障組織であるNATO傘下の軍、旧在独ソ連軍などワルシャワ条約機構傘下の軍に対する「思いやり予算」に相当するものが存在していた。

NATO加盟国

### NATO加盟国の場合
日本とは異なり、ドイツやイタリアはニュークリア・シェアリングによってトルコ・ベルギー・オランダと共にアメリカから核兵器共有を要求したために自国に核兵器を持っている。そして、在日米軍とは異なり、集団安全保障組織NATOに加盟するドイツやイタリアは在独米軍や在伊米軍と日本で表記される軍隊は実際にはアメリカを中心としたNATO軍である。
NATO加盟国は2014年、国防費を2024年までに各国の国内総生産（GDP）の2％以上にすることで合意していたが、2017年時点でGDP比2％基準達成しているのは米国と英国、ポーランド、ギリシャ、エストニアの5カ国だけだったためアメリカはNATO加盟国で基準を満たしていない国に不満を表明した。2014年クリミア危機で新冷戦への脅威を感じたNATO加盟しているバルト3国のラトビア、リトアニア、エストニア、ポーランド、ルーマニア、ブルガリアの旧ソ連衛星国にされていた6カ国のためのNATO軍の指揮センターと駐留米軍が2015年にポーランドにおかれることになった際にはポーランド大統領は歓迎を表した。2016年にNATOのイェンス・ストルテンベルグ事務総長は29ヵ国の加盟国に対し米軍駐留費負担の増額を呼びかけている。ストルテンベルグ事務局長は英国のテリーザ・メイ首相との会談後の記者会見で、「欧州加盟国が駐留経費を増やせば、米国はもっとNATOに貢献するだろう。欧州で駐留経費を増やすことは、大西洋沿岸国家のきずなや米国と欧州の公平な負担のために重要だ」と強調し、トルコで開かれたNATO首脳会議でも、「トランプ氏が欧州加盟国の駐留経費増額の重要性を指摘したが、同時にNATOと欧州の安全保障に対するトランプ氏の強力な支持を確認した」と語っている。
2017年に全加盟国が前年度の防衛費の4.3%増加を決定している。

### イギリスの場合
アメリカ空軍公表の予算明細は科目別（戦艦費、シュミレータ―訓練費等）であるため、各基地毎の駐留経費は不明となっており、イギリス政府の負担額は部分的には公表されているが、全体額は不明である。
サフォークのレイクンヒース空軍基地は、アメリカ空軍専用の空軍基地で、ブレグジットののち、2026年に核兵器の装備が予定されており、イギリス政府は保安職員144名用の関係者宿舎の見積総工費5,000万ドル（約72.4億円）を負担することを公表した。ただし、基地全体の経費や駐留経費負担率は未公表である。
ミルデンホール空軍基地は2013年、駐留アメリカ空軍用のオスプレイは1機あたり4,300万ポンド（約78.2億円）の予算で購入した。同基地の2024年度予算は、宇宙軍予算を含めて2,593億ドル（約37.6兆円）であるが、駐留経費負担率は未公表である。
ブライズ・ノートン空軍基地は、イギリス空軍の最大基地でアメリカ空軍の駐留はないが、2012年にロッキード・マーティンの戦術輸送機ハーキュリーズの格納庫が不足し、総工費1,500万ドル（約21億円）の予算で格納庫を増設した。また、ハーキュリーズの後継機であるエアバス・ミリタリーのアトラスが共同開発され、2014年から順次納品され稼働しているが、そのために2018年に3台用の大型格納庫が竣工し、総工費は約7,000万ポンド（約127億円）であったことが公表された。基地全体の経費はやはり不明である。

### 韓国の場合
韓国は在韓米軍駐留経費負担に関する特別協定に基づき、1991年からは経費の一部の1073億ウォンを韓国側が負担したのが始まりである。両国は91年から計9回特別協定を結んでいる。9回目の毎年2年前の消費者物価指数の上昇率を反映することにしている協定によって、2014年基準で在韓米軍駐留費用の韓国側の負担が約半額の9200億ウォンである。韓国政府はアメリカがNATO加盟国に求めている国内総生産比2％以上の国防予算を韓国は2015年基準でGDP比2.35％を支出していることや徴兵制で他の同盟・集団安全保障国以上に同盟に貢献していることを強調している。2016年時点で駐留費の70%に当たる9441億ウォンを支出している。韓国国会予算政策処の2013年に韓国の分担金支援規模が一位だと判明している。2018年12月末、米国政府は駐韓大使のハリス大使を通じ、韓国大統領府に年間12億ドル（約1320億円）の負担を求めたが、韓国政府は受け入れられないとして9999億ウォン（約970億円）を提示。その後も交渉が続けられ、2019年2月10日には1兆0380億ウォン（約1030億円）の負担を盛り込んだ仮協定の署名が行われている。

### 各国の負担比率
各国の駐留米軍経費負担率（2002年）は以下の通りである。
| 国家           | 経費負担率 | 金額            |
| -------------- | ---------- | --------------- |
| 日本           | 74.5%      | 44億1134万ドル  |
| サウジアラビア | 64.8%      | 5,338万ドル     |
| カタール       | 61.2%      | 8,126万ドル     |
| ルクセンブルク | 60.3%      | 1,925万ドル     |
| クウェート     | 58.0%      | 2億5,298万ドル  |
| イタリア       | 41.0%      | 3億6,655万ドル  |
| 韓国           | 40.0%      | 8億4,311万ドル  |
| ドイツ         | 32.6%      | 15億6,392万ドル |